# Kościół św. Ducha we Wrocławiu (Nowe Miasto)
Kościół św. Ducha – kościół, który znajdował się we Wrocławiu, w pobliżu ulicy św. Ducha. Rozebrany w 1597 roku.

## Historia
Kościół szpitalny św. Ducha został wzniesiony wraz z kompleksem szpitalnym w 1214 roku przez ks. Henryka I Brodatego. 